# Nemanja Tomić
Nemanja Tomić (Servisch: Немања Томић) (Kragujevac, 21 januari 1988) is een Servisch voormalig voetballer die doorgaans speelde als rechtsbuiten. Tussen 2006 en 2024 was hij actief voor Teleoptik, Partizan, Gençlerbirliği, Giresunspor, Trikala, FK Zemun, Radnički Niš, Radnik Surdulica, Radnički 1923, Mladost Lučani en opnieuw Radnički 1923. Tomić maakte in 2010 zijn debuut in het Servisch voetbalelftal en kwam tot vijf interlandoptredens.

## Clubcarrière
Tomić begon zijn carrière bij het plaatselijke Radnički Kragujevac. Aldaar maakte hij zijn debuut als zestienjarige, waarmee hij de jongste speler in de geschiedenis van de club. In de zomer van 2006 wees hij een transfer naar Partizan af om bij Teleoptik te gaan spelen, maar op 20 januari 2009 tekende hij alsnog voor de duur van vijf jaar een verbintenis bij Partizan. Vier seizoenen lang kwam de rechtsbuiten uit namens de Servische topclub en een succes werd het ook. Vier landskampioenschappen werden binnengehaald en Tomić speelde duels in de Champions League tegen onder meer Arsenal en Internazionale.
Op 4 januari 2013 vertrok Tomić voor het eerst naar een buitenlandse club. Bij het Turkse Gençlerbirliği tekende hij voor drie jaar. Na drieënhalf jaar verkaste de Serviër binnen Turkije naar Giresunspor, waar hij zijn handtekening zette onder een verbintenis voor de duur van één seizoen. Na een jaar vertrok Tomić naar Trikala. Na één seizoen vertrok de vleugelspeler weer. Tomić tekende in oktober 2018 voor de rest van het seizoen 2018/19 bij FK Zemun. Hierna kwam hij via Radnički Niš en Radnik Surdulica terecht bij Radnički 1923. Tomić verkaste in januari 2023 naar Mladost Lučani. In september 2023 keerde hij weer terug naar Radnički 1923. In de zomer van 2024 besloot Tomić op zesendertigjarige leeftijd een punt te zetten achter zijn actieve loopbaan.

## Interlandcarrière
Zijn eerste wedstrijd in het Servisch voetbalelftal speelde Tomić op 7 april 2010, toen hij tegen Japan (0–3 winst) in de basis mocht beginnen van bondscoach Radovan Ćurčić. Tijdens dit duel wist de rechtsbuiten ook direct doel te treffen; uit een vrije trap tekende hij voor het derde en beslissende doelpunt van het duel.
| Interlands van Nemanja Tomić voor Servië | Interlands van Nemanja Tomić voor Servië | Interlands van Nemanja Tomić voor Servië | Interlands van Nemanja Tomić voor Servië | Interlands van Nemanja Tomić voor Servië | Interlands van Nemanja Tomić voor Servië | Interlands van Nemanja Tomić voor Servië |
| №                                        | Datum                                    | Wedstrijd                                | Uitslag                                  | Competitie                               | Goals                                    |                                          |
| Als speler bij Partizan                  | Als speler bij Partizan                  | Als speler bij Partizan                  | Als speler bij Partizan                  | Als speler bij Partizan                  | Als speler bij Partizan                  | Als speler bij Partizan                  |
| ---------------------------------------- | ---------------------------------------- | ---------------------------------------- | ---------------------------------------- | ---------------------------------------- | ---------------------------------------- | ---------------------------------------- |
| 1                                        | 7 april 2010                             | Japan – Servië                           | 0 – 3                                    | Vriendschappelijk                        | 60'                                      |                                          |
| 2                                        | 14 november 2011                         | Honduras – Servië                        | 2 – 0                                    | Vriendschappelijk                        |                                          |                                          |
| 3                                        | 31 mei 2012                              | Frankrijk – Servië                       | 2 – 0                                    | Vriendschappelijk                        |                                          |                                          |
| 4                                        | 5 juni 2012                              | Zweden – Servië                          | 2 – 1                                    | Vriendschappelijk                        |                                          |                                          |
| 5                                        | 15 augustus 2012                         | Servië – Ierland                         | 0 – 0                                    | Vriendschappelijk                        |                                          |                                          |